# Antelope Hills (California)
Antelope Hills es un área no incorporada ubicada en el condado de Riverside en el estado estadounidense de California.

## Geografía
Antelope Hills se encuentra ubicada en las coordenadas 33°36′20″N 117°10′1″O / 33.60556, -117.16694.